# Топа де Жос (Бихор)
Топа де Жос (рум. Topa de Jos) насеље је у Румунији у округу Бихор у општини Добрешти. Oпштина се налази на надморској висини од 195 m.

## Становништво
Према подацима из 2002. године у насељу је живело 230 становника, од којих су сви румунске националности.